# Houfnice

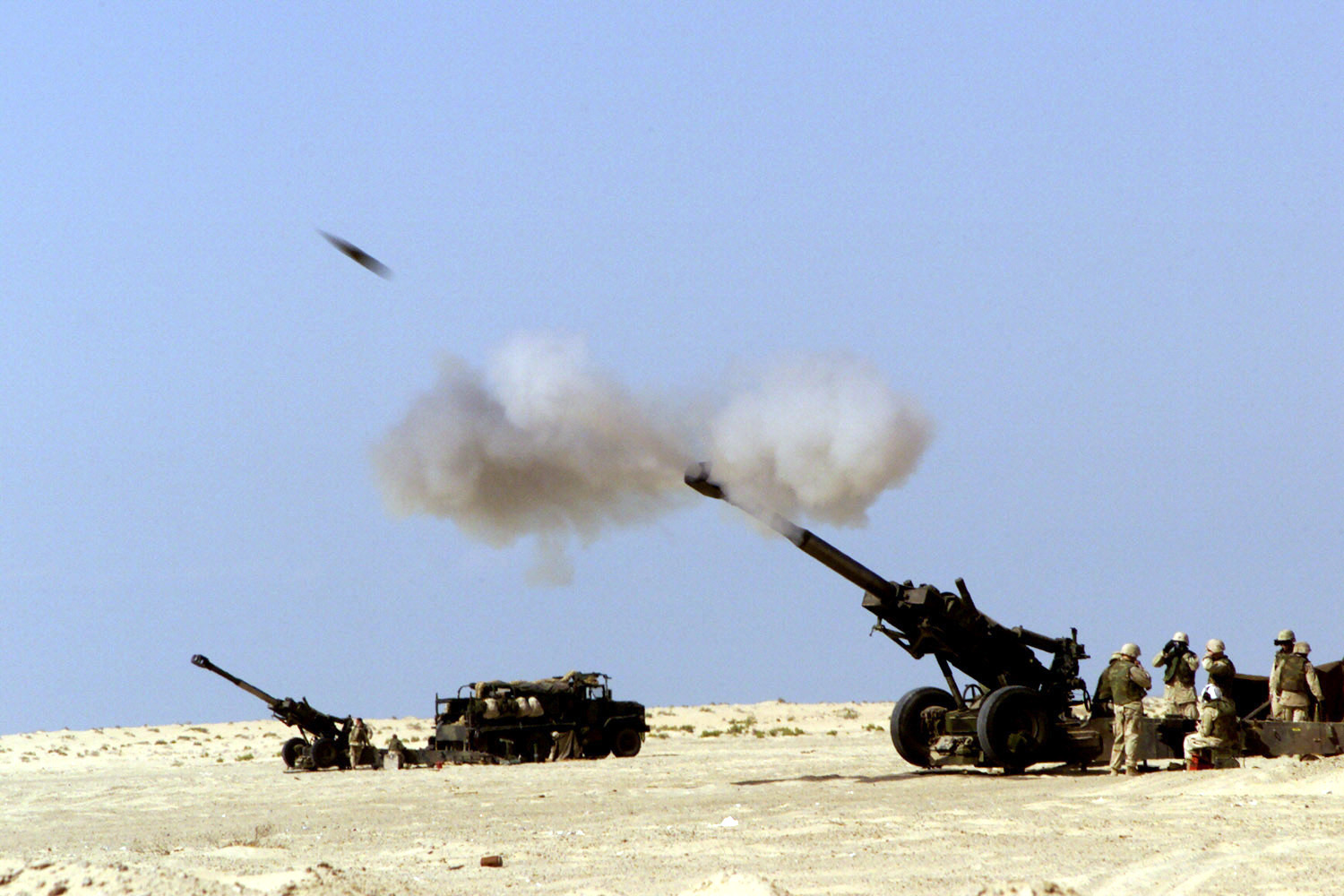
Americké 155mm houfnice M198 při cvičení 20. listopadu 2000 ve Spojených arabských emirátech

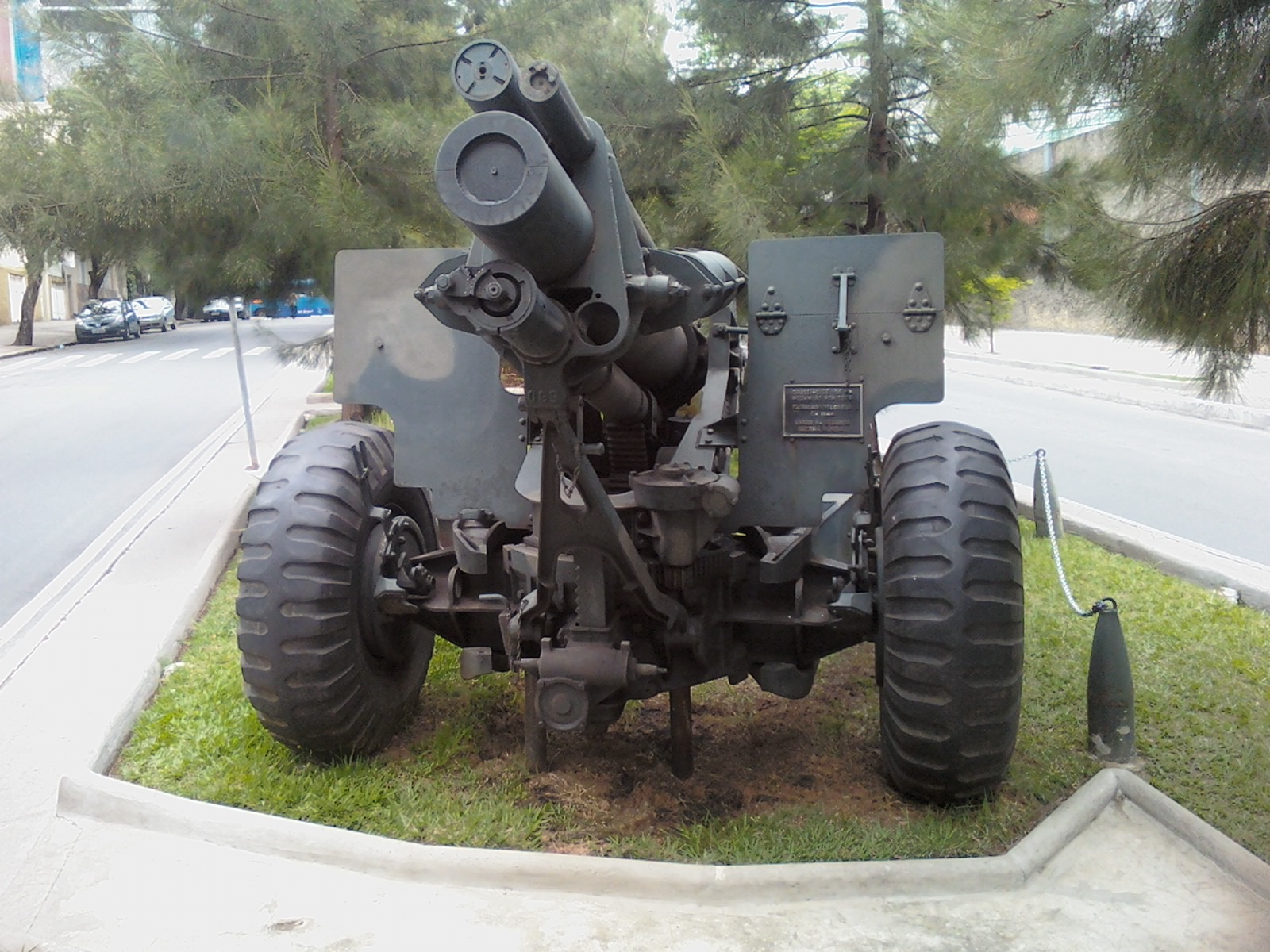
Belo Horizonte, Minas Gerais

Houfnice (německy Haubitze, anglicky howitzer) patří mezi děla. Na rozdíl od kanónů, určených k přímé palbě, je houfnice určena k palbě nepřímé (tzv. po balistické křivce). Jde o hlavňovou zbraň dělostřelectva. Jako taková slouží k palebné podpoře ostatních druhů vojsk.

## Definice
Houfnice je dělostřelecký systém ráže 100 až 203 mm. K umožnění nepřímé palby má velký rozsah náměru (až 70°).
Starší typy houfnic měly poměrně krátkou hlaveň (15 až 30násobek její ráže) a tedy i nevelkou úsťovou rychlost střely (300–600 m/s). Dostřel se pohyboval mezi 10 až 18 km.
Novější typy houfnic se vyznačují delší hlavní (až čtyřicetinásobek její ráže), vyšší úsťovou rychlostí střely a z toho vyplývajícím delším dostřelem (až 40 km).

### Porovnání s kanónem
V porovnání s kanónem stejné ráže má houfnice menší teoretický maximální dostřel: To z důvodu tenčího pláště, umožňujícího použití menších limitních množství prachových náplní. Při přeplnění prachovou náplní o kanónovém množství by se mohla houfnici roztrhnout hlaveň nebo i komora. Použitím menší náplně se střele, za předpokladu stejné délky hlavní, uděluje méně kinetické energie, tudíž menší úsťová rychlost.
Výhodou palby z kanónů proti houfnicím je delší hlaveň:
- Při stejné prachové náplni a s delší hlavní působí tlak plynů déle, tím se dostřel naopak zvětšuje.
- Delší hlaveň také zlepšuje přesnost střelby, což je důležité právě u balistického ostřelování na velké vzdálenosti.

Na druhou stranu má i houfnice své výhody proti kanónům, vyplývající z menších rozměrů (délky a tloušťky) a tím i hmotnosti. To vede k úspornějšímu vybavení pro pohyblivost a nižší ceně.

### Kanónová houfnice
Dalším vývojovým stupněm po klasických houfnicích je kanónová houfnice. Lze jí využít také pro přímou palbu. Pro tento účel jsou vybaveny masivnější hlavní, dovolující nabíjení větší prachové náplně. Jednou z prvních byla sovětská 152mm kanónová houfnice vzor 1937 (ML-20).

## Historie
V českých zemích byla houfnice používána už v 15. století husity jako pohyblivé polní dělo. Bývala o něco kratší než tarasnice, ale s větší ráží, až do 30 cm. Používala se na nepřesnou střelbu do houfů, proto houfnice. Použita byla například v následujících bitvách: 1424 bitva u Malešova, 1427 bitva u Tachova, 1434 bitva u Lipan a jinde.
Název houfnice se přes německé haubitze, aufeniz přenesl do téměř všech evropských jazyků – např. nizozemsky houwitser, anglicky howitzer, dánsky, švédsky a norsky haubits, polsky, srbsky a chorvatsky haubica, finsky haupitsi, rusky gaubica, italsky obice, španělsky obús, portugalsky obus, francouzsky obusier a řecky οβιδοβόλο (ovisovólo) – a jejich prostřednictvím do celého světa.

## Současnost
Dnešní houfnice se konstruují jako kanónové. Standardní „západní“ ráže je 155 mm, ruské houfnice mají ráži 152 mm. Délky hlavní dosahují až 7 m (45násobek ráže). Dostřel s klasickou municí je potom i 30 km. Pro další zvýšení dostřelu se používá munice s odpařovací základnou, nebo munice s pomocným raketovým motorem. Díky pokroku v elektronice (průzkumné prostředky a digitální systémy řízení palby) se zvětšila přesnost střelby. Například za použití digitálního systému řízení palby (TAD = Towed Artillery Digitization) a munice XM982 Excalibur s raketovým motorem a družicovým naváděním se dá střílet až na 40 km s kruhovou odchylkou do 10 m.

## Dělení houfnic

### Tažené

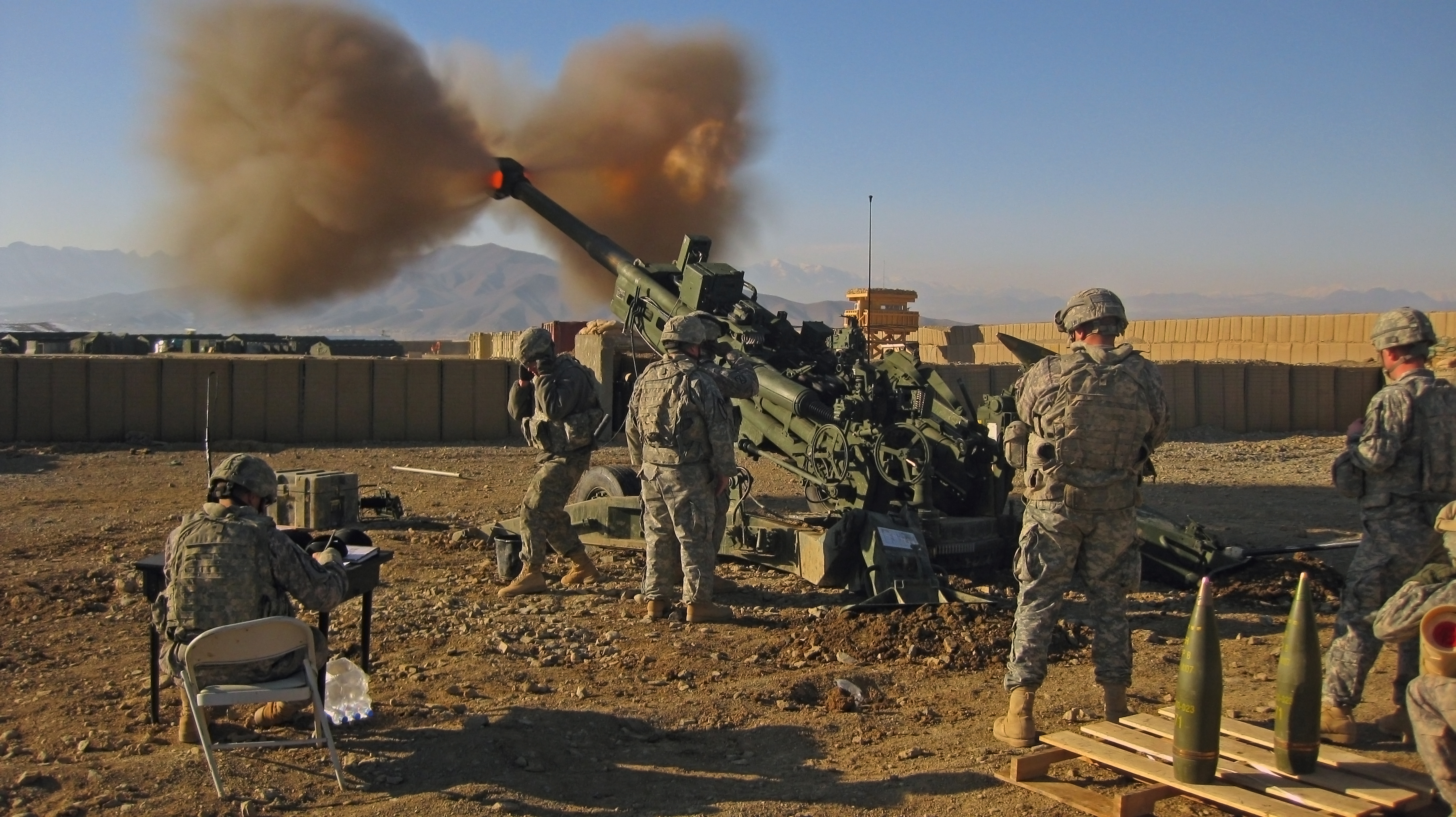
Tažená kanónová houfnice M777

K přesunům potřebují tažný prostředek – nákladní automobil (dříve i zvířata či pásové dělostřelecké tahače). Jsou lehké, což umožňuje jednoduchý letecký transport (i v závěsu pod vrtulníkem), ale obsluha není nijak chráněna a změna palebného postavení je zdlouhavá. Mezi dnešními taženými houfnicemi vyniká americká M777 s hmotností pouze 3 175 kg (starší americká M198 má hmotnost 7 154 kg).

### Samojízdné

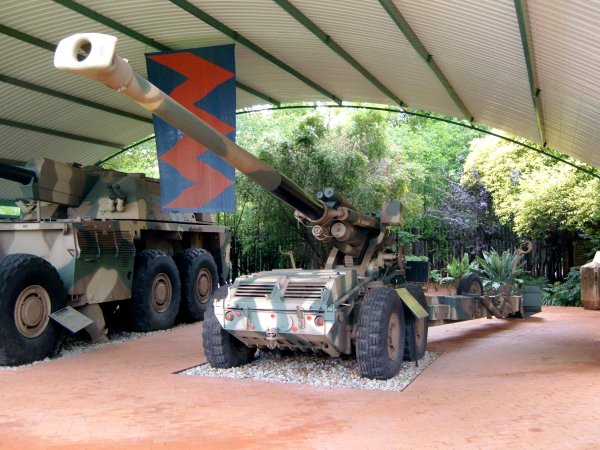
Samojízdná kanónová houfnice G5

Jde o variantu tažené houfnice, vybavenou malým motorem umožňujícím pohyb houfnice na krátké vzdálenosti. Tím je umožněna rychlejší změna palebného postavení, ale také postavení houfnice do míst, kam se nákladní automobil nedostane. K nejlepším zbraním této třídy patří jihoafrická houfnice G5.[zdroj?]

### Samohybné
Starší typy byly umístěny na jednoduchých pásových podvozcích s vlastním motorem, často bez možnosti převážení samotné obsluhy houfnice. Novější typy jsou již umístěny na pancéřových vozidlech, umožňujících rychlé přesuny. Tyto novější typy samohybných houfnic lze rozdělit na těžké a lehké typy.
U těžkých typů je houfnice umístěná v pancéřované střelecké věži na nejčastěji pásovém podvozku (výjimkou je např. československá ShKH vz. 77 s kolovým podvozkem). Výhodou tohoto řešení je velmi dobrá ochrana posádky, nevýhodou značná hmotnost takovéhoto prostředku (až 55 tun). Nejrozšířenějším typem těžké samohybné houfnice je americká M109 a sovětská 2S1 Gvozdika, nejmodernějším potom německá PzH 2000.
U lehkých typů je houfnice umístěna na lafetě na upraveném nákladním automobilu. Obsluha houfnice je převážena v lehce pancéřované kabině automobilu, kterou musí při střelbě opustit. Nevýhodou je, že obsluha není při střelbě chráněna (tak jako u tažených či samojízdných typů), výhodou je značně nižší hmotnost prostředku oproti těžkým samohybným houfnicím (do 20 tun), umožňující leteckou přepravu menšími letadly. Nejznámějším typem této třídy je francouzská samohybná houfnice CAESAR.

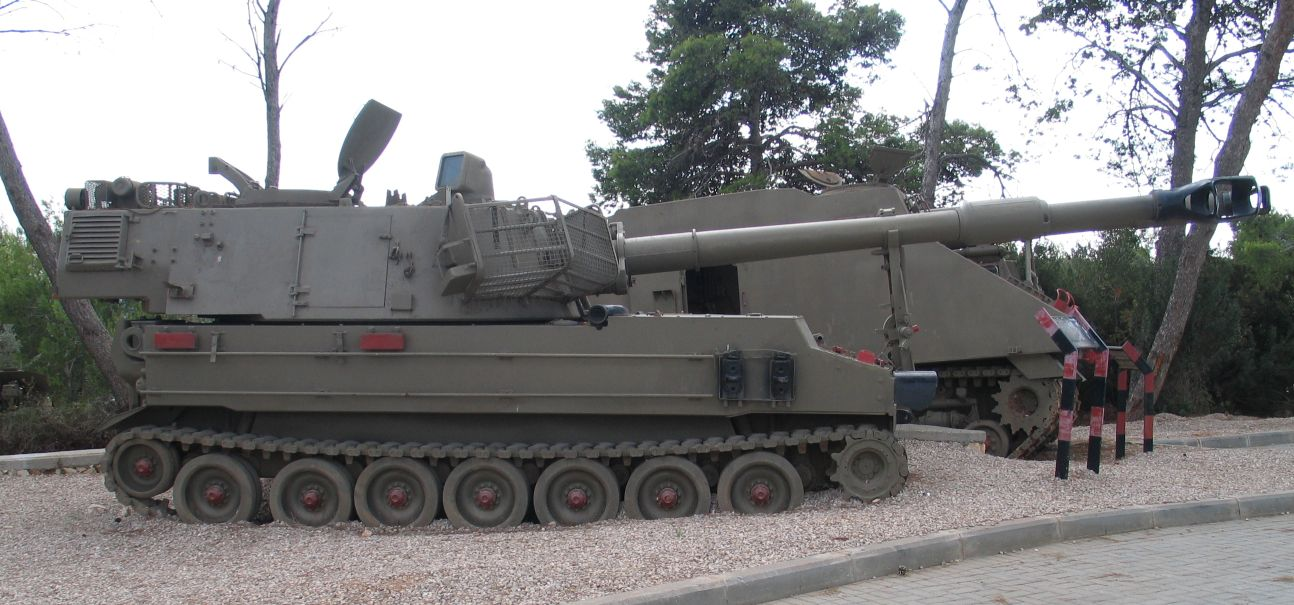
Těžká samohybná kanónová houfnice M109
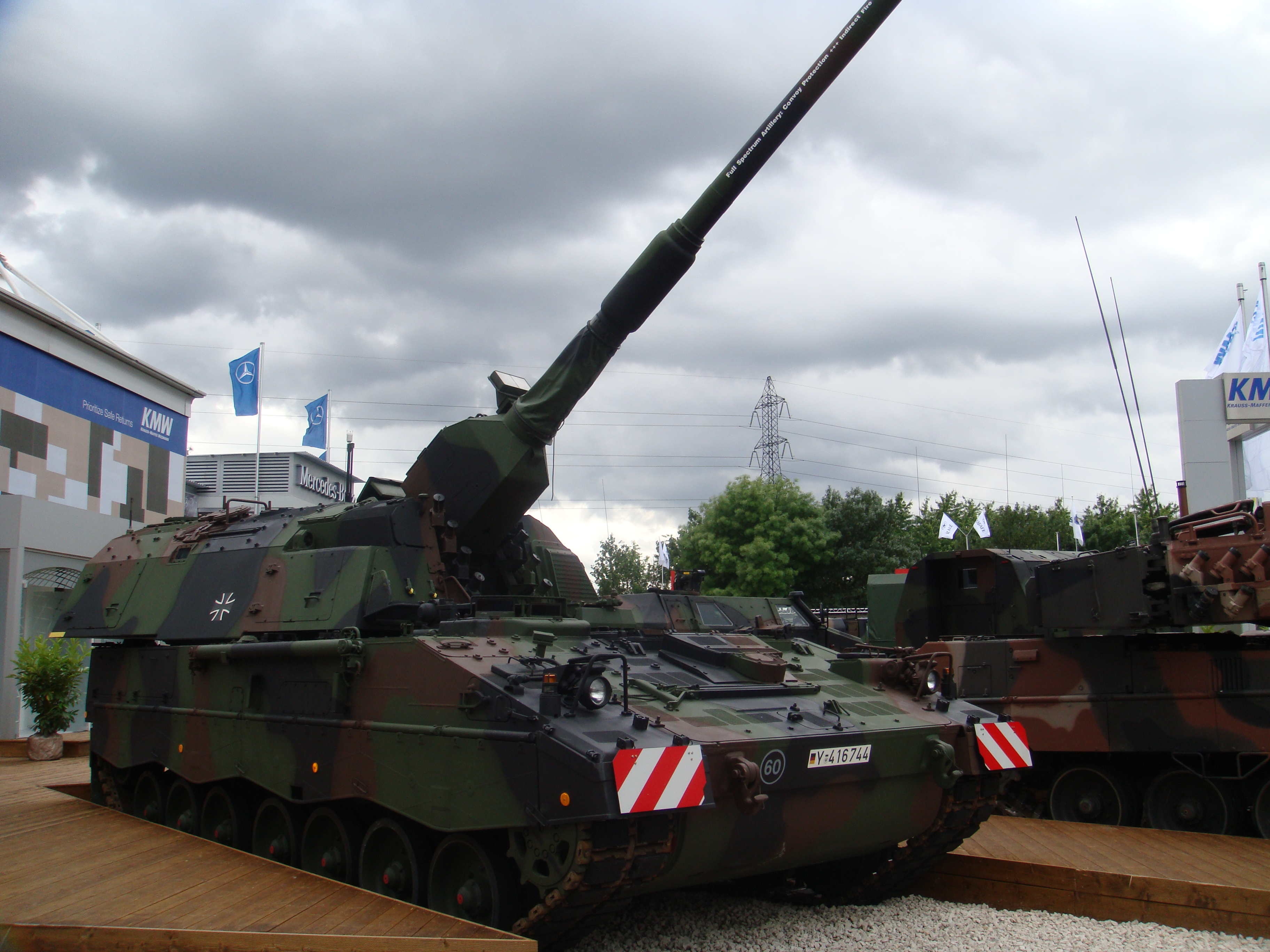
Těžká samohybná kanónová houfnice PzH 2000
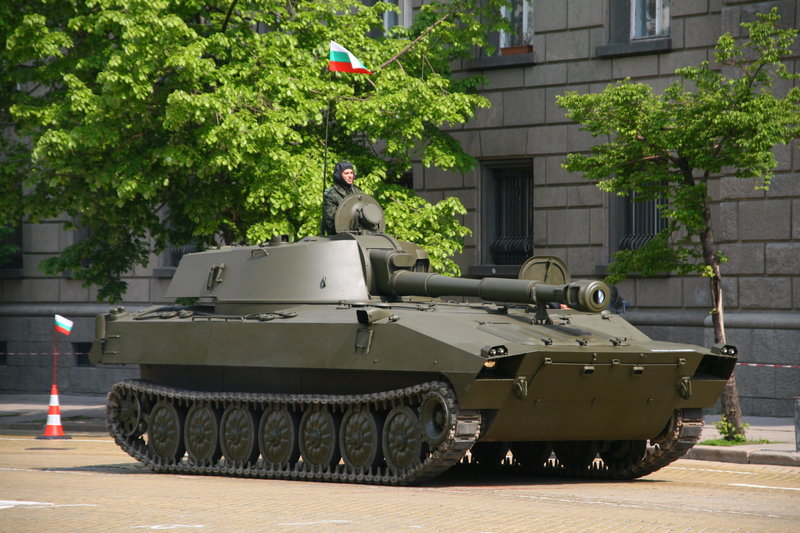
2S1 Gvozdika
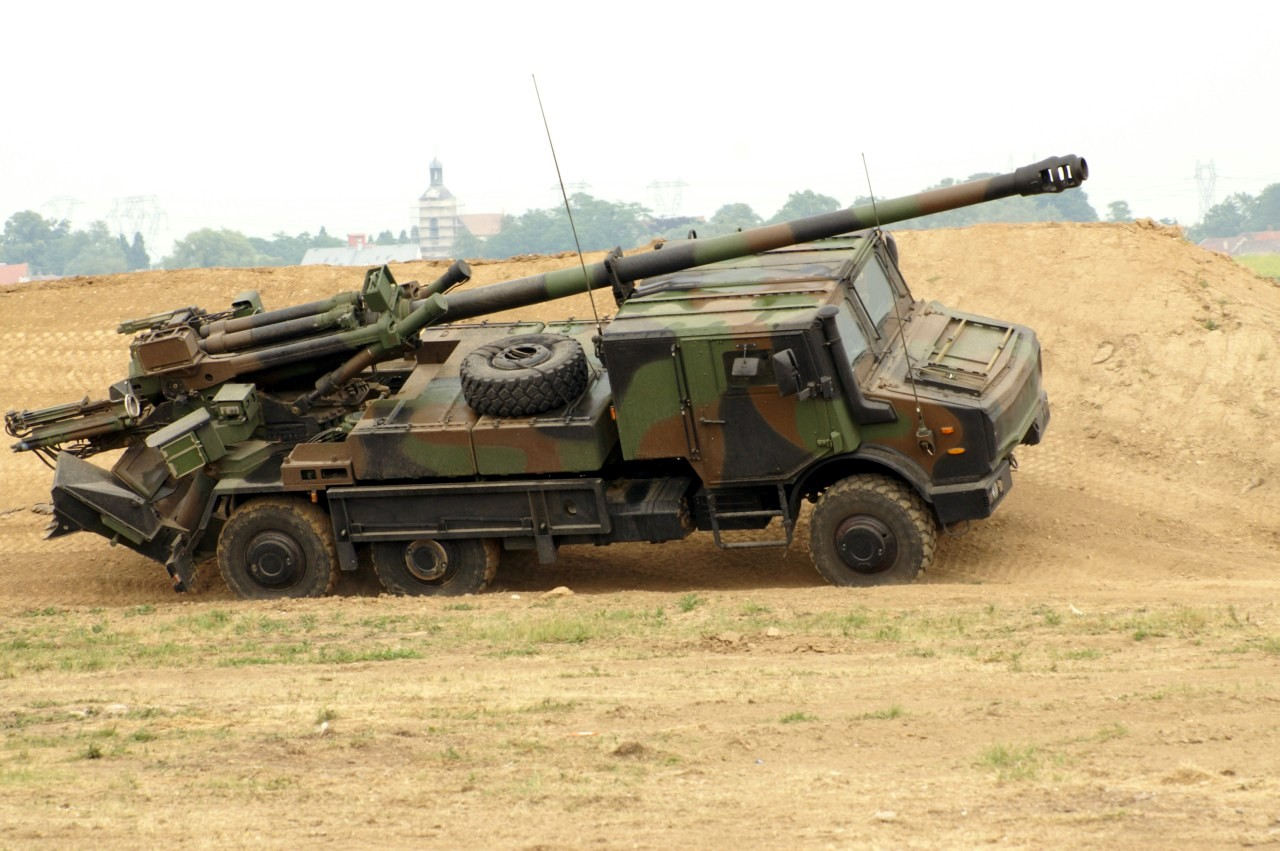
Lehká samohybná kanónová houfnice Caesar